# لاگری
لاگری (به لاتین: Laagri) یک منطقهٔ مسکونی در استونی است که در دهستان سائو واقع شده‌است. لاگری ۵٬۱۶۵ نفر جمعیت دارد.